# Prinsenpaleis (Coburg)

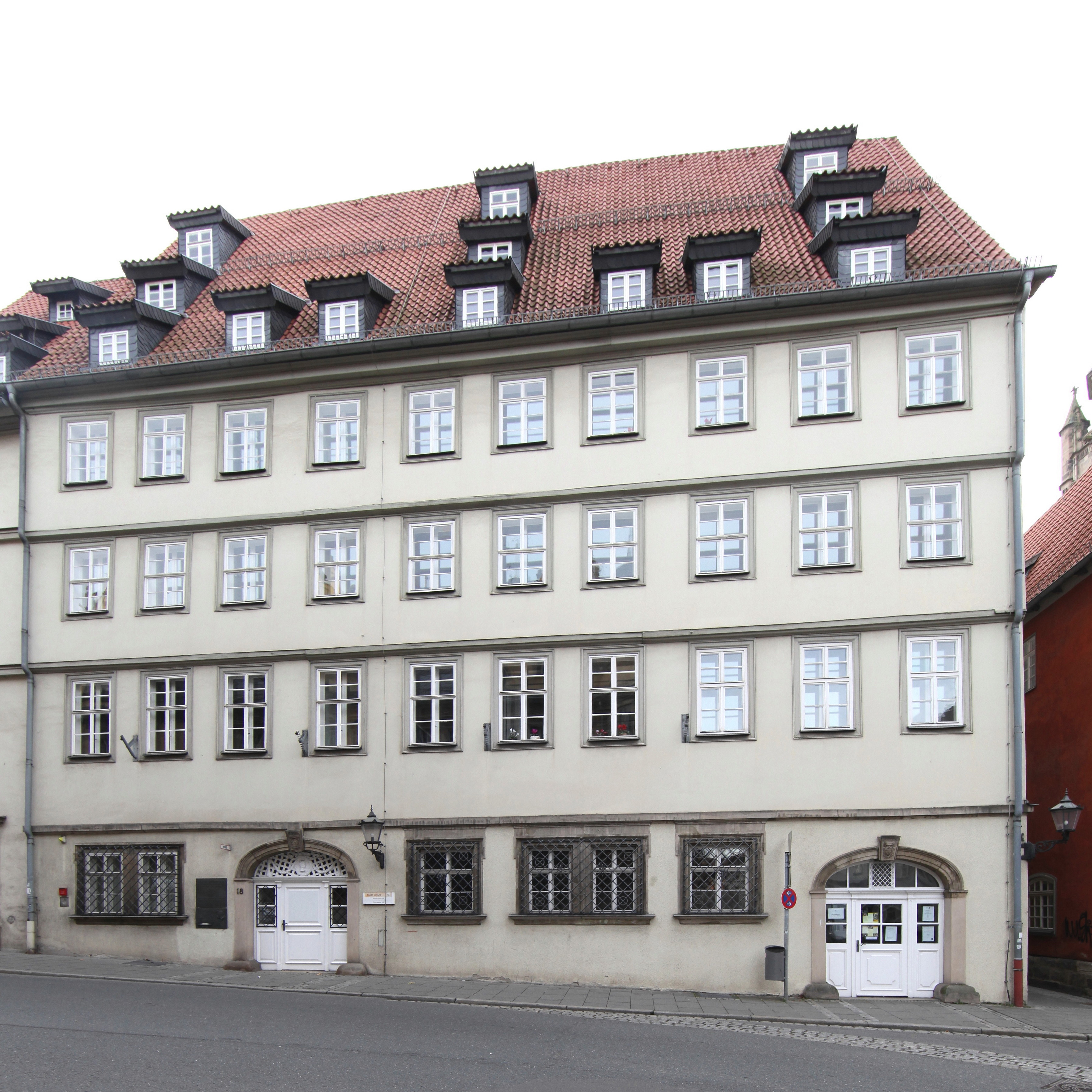
Voorgevel in de Steingasse

Het Prinsenpaleis (Duits: Prinzenpalais) is een 15e-eeuws gebouw gelegen aan de Steingasse 18 in Coburg, tegenover kasteel Ehrenburg. Het grote vakwerkhuis ontleent zijn naam aan de periode eind 18e eeuw toen erfprins Franz Friedrich Anton von Sachsen-Coburg-Saalfeld er woonde met zijn gezin, onder wie de zonen Ernst en Leopold. De eerste zou zijn opvolger worden als hertog, de tweede koning der Belgen.

## Geschiedenis
De eerst bekende eigenaar van het huis was de Coburger Heinrich Bucher in 1464. Hij moet de bouwheer zijn geweest, want dendrochronologisch is bepaald dat het dakgebinte gebouwd werd met hout geveld in 1464. In 1483 verwierf Bucher ook het aanpalende begijnhof.
In 1731 werd het vervallen gebouw gerenoveerd om de zetel te worden van de Geheime Raad van het hertogdom Saksen-Coburg-Saalfeld. Het was een geschikte plaats voor deze centrale proto-regering omdat het hertogelijk paleis aan de overkant lag. Van 1786 en 1800 was het pand de residentie van erfprins Frans van Saksen-Coburg-Saalfeld. Zijn kinderen Ernst en Leopold, die hier waarschijnlijk zijn geboren, groeiden er op. Nadien was het enkele jaren de residentie van de Pruisische eerste minister Theodor von Kretschmann.
In de periode 1848-1967 diende het huis als school. De achtergebouw werd in 1984 gesloopt. Een grondige renovatie werd doorgevoerd in 1987-1989 om er stadsdiensten in onder te brengen.

## Gedenkplaat
In 1981 vierde België het 150-jarig bestaan van zijn dynastie. Aan het Prinsenpaleis kwam een gedenkplaat die aan de Belgische koningskeuze herinnerde en Leopolds belang ook ruimer zag: Hij lag aan de basis van de Europese politiek van het Huis Coburg.

## Beschrijving
De gepleisterde voorgevel met tien vensterassen is onderverdeeld in vier horizontale banden door licht overkragend vakwerk. Onder het steile zadeldak bevinden zich nog drie lagere verdiepingen, zoals te zien aan de dakkapellen. Datumstenen boven de twee poorten herinneren aan de renovatie van 1731.